# الزوك الشرقية
قرية الزوك الشرقية هي إحدى القرى التابعة لمركز المنشأة بمحافظة سوهاج في جمهورية مصر العربية. حسب إحصاءات سنة 2006، بلغ إجمالي السكان في الزوك الشرقية 10312 نسمة، منهم 5187 رجل و5125 امرأة.